# Mała Puszcza
Mała Puszcza – potok, prawy dopływ Soły o długości 3,16 km.

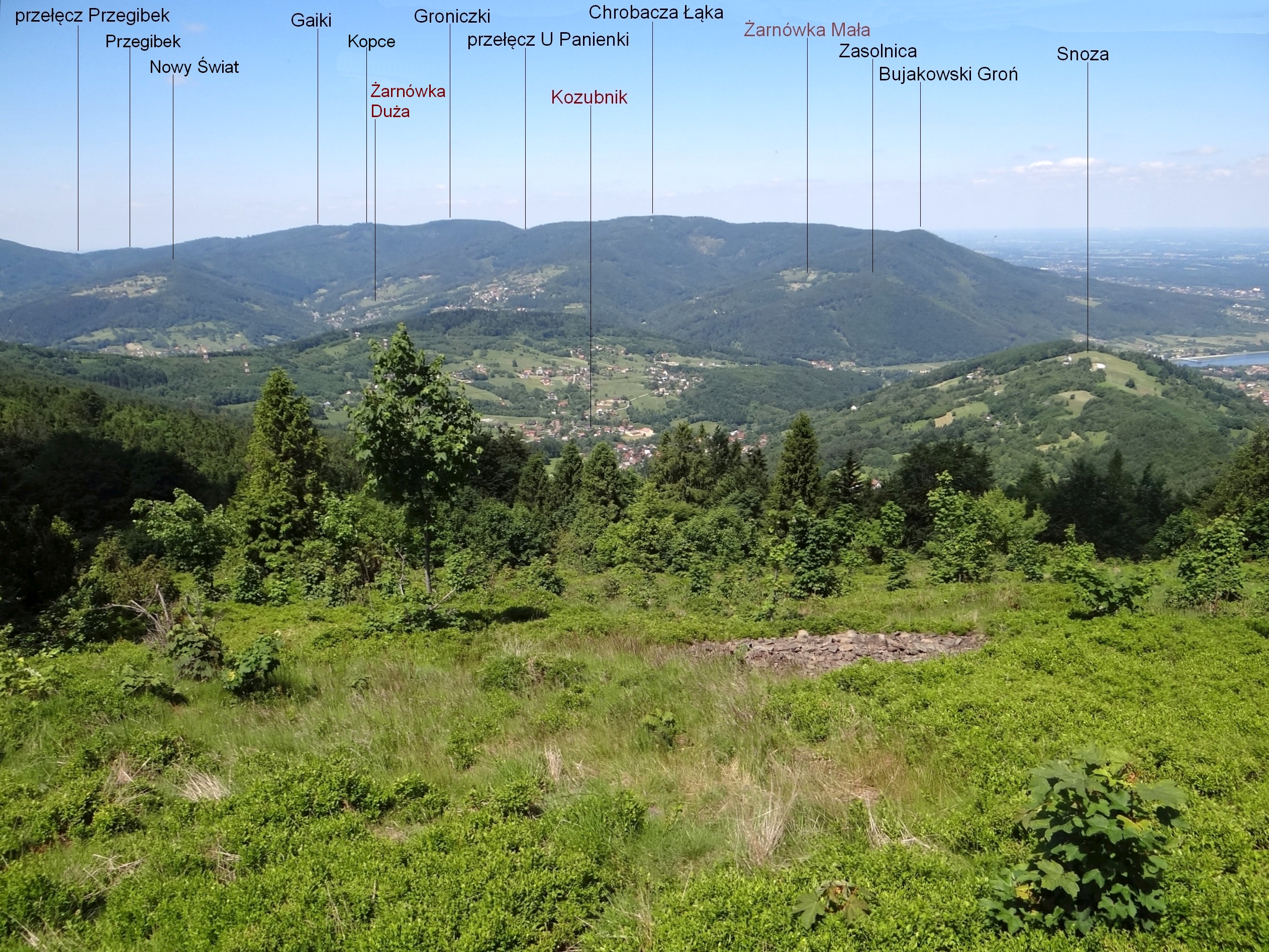
Widok z Kiczery na dolinę potoku Mała Puszcza

Źródła potoku znajdują się na północnych stokach góry Żar i północno-zachodnich góry Kiczera w Beskidzie Małym. Potok spływa dolinką wciosową między grzbietami tych szczytów w kierunku północno-zachodnim i na wysokości 303 m uchodzi do Soły na odcinku między Jeziorem Międzybrodzkim a Jeziorem Czanieckim. Cała jego zlewnia znajduje się w obrębie należącego do wsi Porąbka przysiółka Kozubnik.